# باب العرش (فلم)
باب العرش (بالفرنسية: Noce d'été) فيلم تونسي من إخراج مختار العجيمي، أصدر عام 2004.

## قصة الفيلم
حميد، وهو صحفي، فات الثلاثين من عمره، يرفض الزواج في حين تصر عائلته على أن تزوجه من جارته ريم. رضخ في الآخر لضغوط العائلة، ولكنه تمكن من الفرار من تحضيرات العرس. صحبته وصداقته لإلياس تقلق العديد من أقاربه. كونه غير ناضج، فإنه لا يمكنه التصرف مع النساء اللاتي يلتقي بهن أو اللاتي تردن التقرب منه. رغم أن العرس سار على ما يرام، تخلى حميد عن عريسته أثناء ليلة الزفاف.